# Salvatore Cannarozzo
Salvatore Cannarozzo (né le 5 avril 1921 à Balestrate et mort le 3 mai 1953 à Venise) est un parachutiste italien, considéré comme le pionnier de la chute libre et de la dérive.

## Biographie
Né à Balestrate dans la province de Palerme mais ayant vécu presque toujours à Rome, il était connu comme « le parachutiste le plus intrépide du monde ». En 1949, il est avec Gaetano Argento et Sauro Rinaldi parmi les premiers parachutistes à pratiquer l'ouverture commandée et devient plus tard le détenteur du record du monde d'ouverture à basse altitude.
Le 2 juillet 1951, Sauro Rinaldi et Salvatore Cannarozzo expérimentent les ailes en toile conçues par Léo Valentin.
En 1951, il remporte le premier championnat du monde de parachutisme en lancer de précision de 600 m.
Il meurt à 32 ans sur le Lido de Venise le dimanche 3 mai 1953 après un lancement depuis un monomoteur SIAI-Marchetti à 3 000 m d'altitude et devant des spectateurs. Cannarozzo avait prévu d'ouvrir le parachute à 30 mètres mais il s'est écrasé au sol.

## Hommages
La municipalité de Palerme a donné son nom à une rue du quartier Resuttana-San Lorenzo.